# Шёдльбергер, Иоганн Непомук
Иоганн Непомук Шёдльбергер (нем. Johann Nepomuk Schödlberger; 22 мая 1779, Вена, — 26 января 1853, Вена) — австрийский художник.

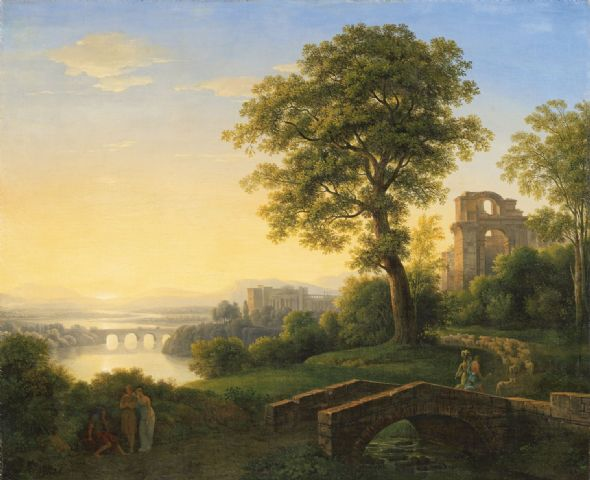
Иоганн Непомук Шёдльбергер. Вид Аркадии с замком, руинами и мостами (1816)

Будучи в значительной степени самоучкой, с 1797 года преподавал рисунок в венских школах. В 1815 году избран в Венскую Академию изящных искусств, с 1816 года преподавал там же (среди его учеников, в частности, Фердинанд Георг Вальдмюллер). На собственный стиль Шёдльбергера заметно повлияли работа по копированию полотен Клода Лоррена и Якоба ван Рейсдаля, а также итальянское путешествие 1817—18 годов, под воздействием которого он окончательно сформировался как пейзажист, склонный к изображению сильно идеализированных ландшафтов. Пейзажи пользовались большим успехом, в том числе у его августейших покровителей Франца II и Людвига Баварского.